# 奉天派
奉天派（ほうてんは）は、中華民国の大陸統治期に存在した軍閥。
東三省（中国東北部）を基盤とする北洋軍閥の分派で、日本の支援を受けていた。総帥は張作霖と息子の張学良。名前の由来は張作霖の祖籍が奉天（遼寧省）だったことによる。

## 概要
奉天派は、張作霖が率いていた馬賊と満洲に駐留していた北洋軍の駐留部隊が融合した軍閥である。北京政府を巡って直隷派と安徽派と争ったが、基盤とする満洲は開発途上の地で膨大な軍事費が必要であり、財政は苦しかった。
日本は傀儡化計画を立て、軍事顧問団や関東軍の監視下に置きつつ日本に不利な動きをした時には圧力をかければいいという基本方針のもと、1920年代後半に日本側は様々な方法で奉天派に介入を行った。しかし、軍事顧問の多くは張作霖を敬い、日本が期待したような行動をしなかった。
日本からは武器や資金を提供され、特に1927年以降は集中的に援助されていたが、張作霖は必ずしも日本の意に沿う行動をしなかった。
満洲経済に有益な限りは日本の投資を歓迎したが、政治や軍事への直接介入は毅然として断っていた。このため張作霖は関東軍に暗殺されることとなり、後継者の張学良は蔣介石の国民政府と結び、奉天派は中国東北部の防衛軍となった。

## 馬賊

### 馬賊
清朝末期の東三省は、中国各地からの漢族の大量移住と日本・ロシアによる介入のため急速に開発が進んでいたが、警察力が弱く、馬賊が数多く存在した。張はその中でたちまち頭目となり1904年に日露戦争が勃発し、東三省は戦場となると張は日本側のスパイとしてロシアの駐屯地に浸透し、多くの情報を伝えた。
日露戦争後の1905年、東三省の統治体制を引き締める為に趙爾巽が同地に派遣され馬賊に対しては帰順すれば軍隊に任用する旨を頭目たちに伝えた。張はこうした状況の変化にいち早く対応し、清朝に帰順して2千程度の規模を持つ軍の部隊長となった。この帰順は形式的なものであり、馬賊として広く知られていた張の下には更に多くの馬賊が集まり、隠然たる勢力を形成していった。
清朝中央にあって北洋軍を率いる直隷総督兼北洋大臣の袁世凱はこれに目を付け、自らの勢力下に置くことを企てた。袁は事実上の清朝の支配者である西太后に働きかけ、1907年には腹心の徐世昌を東三省総督にすることに成功、更に配下である北洋軍の一部を東三省に送り込んだ。
張は内モンゴルとの境界に近い鄭家屯にあって、地域の安全確保に大きく貢献し、治安の確保に苦心していた徐世昌に認められた。これは張と北洋軍との関係を持ち、さらに東三省駐留の北洋軍を吸収する手掛かりとなった。

### 軍閥時代

1925年の中国各地の軍閥の割拠（凡例・表記は西語がベース）。凡例右列の中段の淡いベージュ色が張作霖の奉天派の支配地域を示す。

1911年10月に武昌起義が勃発。東三省でも革命勢力が蜂起したが、再び東三省を統治する任にあたっていた趙爾巽は軍事力を行使して鎮圧に成功した。張も兵を率いて多くの革命派を殺害した。
翌年には清朝が滅び中華民国が成立したが、東三省においては趙爾巽がそのまま奉天都督となり、旧勢力は温存された。張も革命勢力を鎮圧した功績により中将・陸軍師団長に昇進した。
まもなく趙爾巽は満洲族で清の遺臣という前歴から都督を辞任し、しばらくして袁の配下である段芝貴が東三省を総管する地位に就くが、他省出身であることから現地とのつながりは薄かった。一方、張は既に発言力を得つつあった在地勢力の利益代表として影響力を強め、東三省での権益拡大を目論む日本とも協力関係を取り付けた。
1916年に袁が死去。これを好機と見た張は策略を用いて段を失脚させ、奉天省の支配権を獲得した。さらに勢力を広げ、1919年には黒竜江省・吉林省も含めた東三省全域を勢力圏に置き、「満洲の覇者」として君臨した。
その後東三省を足場に中国内地に勢力を伸ばし、1920年の安直戦争では曹錕の直隷派に味方する形で介入した。この頃、1921年の秋から冬にかけて、シベリア出兵で敗北した白軍が大量に東三省に脱出し、定住した。これを配下の張宗昌が吸収し、奉天派内で有力軍人となった。両軍は、段祺瑞率いる安徽派の駆逐に成功する。
しかし、1922年1月、安直戦争の報償分配不均等と親日的なことへの不満が原因で、第一次奉直戦争で張作霖の奉天派は、英米を背景に持つ呉佩孚ら直隷派に敗北し、退却。直隷派が政権を取得した。東三省に退却した奉天派は、行政官僚の王永江の指導のもと財政再建、軍事行動の抑制による不拡大方針、軍隊の再建、自弁鉄道の建設、東北大学の創立などの地域密着型の行政が行われた。
1924年9月、王永江たちは反対したが江浙戦争に介入し第二次奉直戦争が勃発。10月23日、馮玉祥らが北京政変を起こし、奉天派と馮玉祥軍は呉佩孚率いる直隷軍を挟撃、直隷派は壊滅した。これによって長江下流域にも勢力を伸ばしたが内戦で費やした軍事費を重税で回収しようと試み各地で猛反発を受ける。
これをみて馮玉祥は蔣介石に北伐を勧め奉天派と交戦し、奉天派内で中央介入に反対していた有力軍人郭松齢と連携し反乱を起こさせた。郭松齢は張作霖、楊宇霆の引退を図り、一時は優勢だった。
ところが、関東軍は郭松齢に排日を感じ、張作霖を間接的に支援することを決定。郭の軍は満鉄に乗車を禁止されるなど行動を阻害され張作霖の反撃に敗北し、処刑された。
しかし、馮玉祥との戦いは続き、同盟を結んだ直隷派も北伐軍に敗れていった。1926年12月、張作霖は北京で大元帥に就任し、自らが中華民国の主権者であることを宣言した。
1928年4月、蔣介石は改めて国民革命軍を改編し、欧米の支持を得て再び北伐を開始した。この時国民革命軍は他の軍閥勢力である馮玉祥・閻錫山なども自らの勢力下に加え、万全な態勢を取っていた。北伐に対して張は防戦するが、欧米からの支持を失った。日本政府も張を扱いかねており、国民革命軍との戦争に敗れた張はついに北京を脱出したが瀋陽郊外の皇姑屯で暗殺された（張作霖爆殺事件）。

### 東北軍
張作霖の後を継いで総帥となった張学良は蔣介石の国民政府と結び（易幟）、奉天派は中国東北部の防衛軍（東北軍）へと改編されたが地方政権として残りアメリカなどと共同して南満洲鉄道の利権回復に乗り出した。また父から引き継いだ幕僚のうち、日本と近い関係にある楊宇霆らを粛清した。1929年にはソ連と衝突し多数の戦死者を出した（中ソ紛争）。北伐完了後の国民党の主導権争いには一貫して蔣介石を支持し中原大戦では蔣介石に11万5千人を東北から援軍を送って勝利させ華北に進出した。
しかし、1931年に満洲事変が勃発。東北軍は司令官と共に華北に精鋭が出向いており非戦闘員を含めて19万人だった。張学良は当時病床で指揮を取れず、日本との本格的な戦いを望まない蔣介石の指示を受け、抵抗せずに撤退し、日本軍は東三省全土を制圧した。
日本軍に抵抗した幹部もいたが、軍人や現地有力者出身の幕僚層の多く（例えば于冲漢・張景恵）は日本の利権と結びつきを持っており、引き続き日本に従い、翌年の満洲国成立後は要職に就任することとなった。
張学良は華北に追い出され、そこでは日本軍との交戦もできず共産党の討伐に駆り出されて敗戦を重ねた。税収もなく自滅が避けられなくなった張学良は西安事件をおこしたが事件後に逮捕されて失脚。西安にいた将軍と将校たちは内紛をおこして軍は解体、所属していた兵士たちは国民党・共産党に吸収された。

## ゆかりの史跡
- 張氏帥府（瀋陽市中心部）

## 主要人物
張作霖、張学良、湯玉麟、呉俊陞、孫烈臣、張作相、張宗昌、楊宇霆、張景恵等